# Wald-Greiskraut
Das Wald-Greiskraut (Senecio sylvaticus) ist eine Pflanzenart aus der Gattung der Greiskräuter (Senecio) in der Familie der Korbblütler (Asteraceae).

## Beschreibung

### Vegetative Merkmale
Das Wald-Greiskraut ist eine einjährige krautige Pflanze, die Wuchshöhen 15 bis 50 (selten bis 80) Zentimeter erreicht und kahl bis zerstreut wollhaarig ist. Anders als das ähnliche Klebrige Greiskraut (Senecio viscosus) ist es weder drüsig-klebrig, noch riecht es unangenehm. Die Stängel sind aufrecht, furchig gerillt, oben ästig, spinnwebig-flaumig, später verkahlend und ohne Drüsenhaare. Die Laubblätter sind im Umriss länglich oder verkehrt eiförmig, fiederspaltig mit länglichen bis linealen, unregelmäßig gezähnten Abschnitten. Die unteren Blätter sind in einen kurzen Stiel zusammengezogen, die oberen sind mit verschmälertem (nicht herzförmigem) Grund sitzend.

### Generative Merkmale

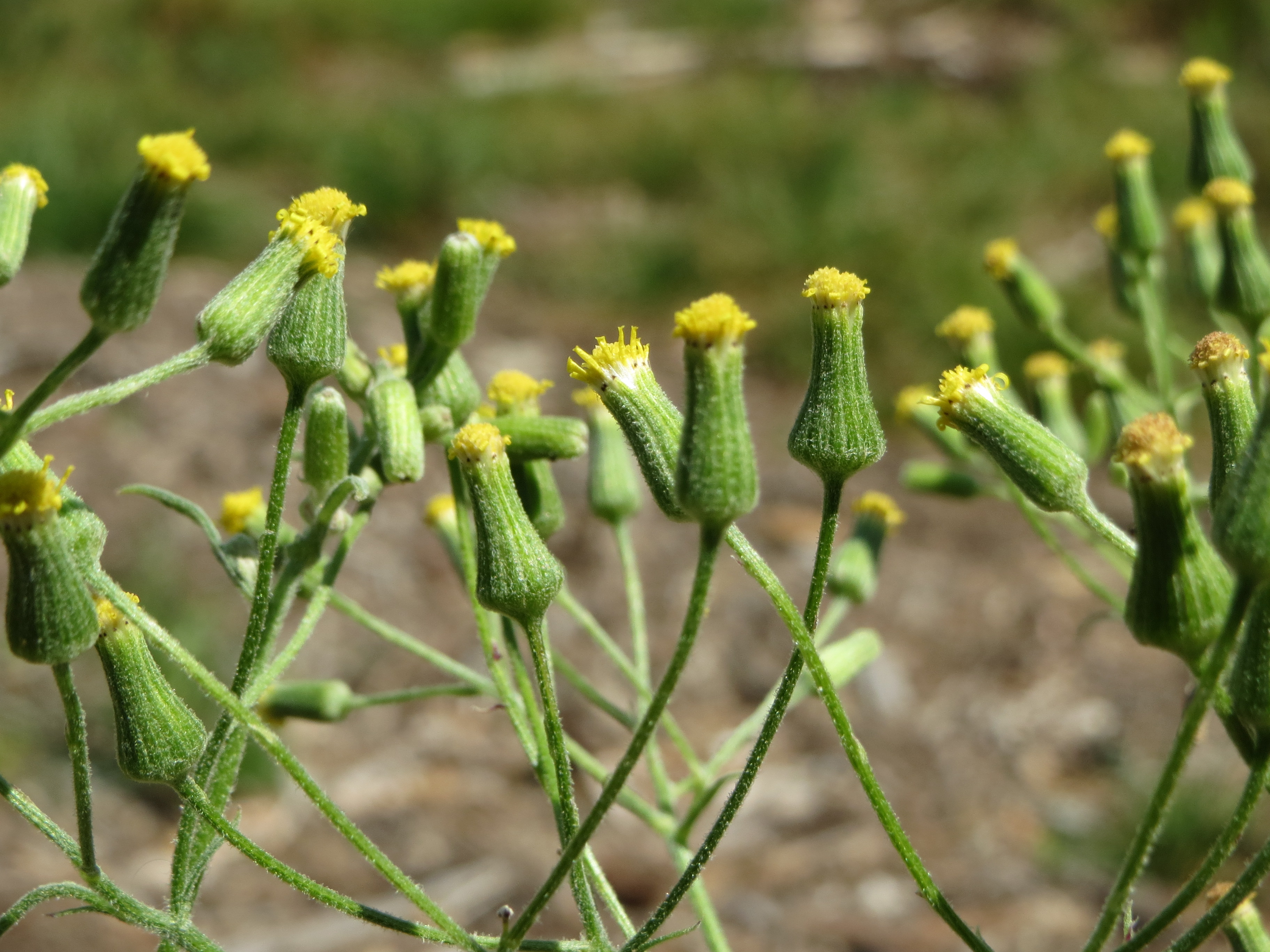
Blütenköpfchen

12 bis 24 Blütenkörbchen stehen in einem locker rispigen Blütenstand zusammen. Die körbchenförmigen Teilblütenstände weisen einen Durchmesser von 5 mm auf. Die Hülle der Köpfchen ist schmal zylindrisch, 7 bis 9 Millimeter lang und am Grund ohne oder mit wenigen kurzen am Stiel herabgerückten Aussennhüllblättern. Die einzelnen der 13 Hüllblätter sind schmal lineal, grün, ohne schwarze Spitze und wie die Köpfchenstiele etwas drüsenhaarig. Jedes Köpfchen besitzt 13 Zungenblüten (selten fehlend), sie sind hellgelb und zurückgerollt und überragen die Hülle nur wenig. Innen befinden sich die gelben radiärsymmetrischen Röhrenblüten. Die Achänen sind 2,5 Millimeter lang, anliegend steifhaarig und schwach gerillt. Ihr Pappus ist etwas schmutzig-weiß, zur Blütezeit fast so lang wie die Scheibenblüten und zur Fruchtzeit etwa so lang wie die Frucht. Blütezeit ist von Juli bis September.

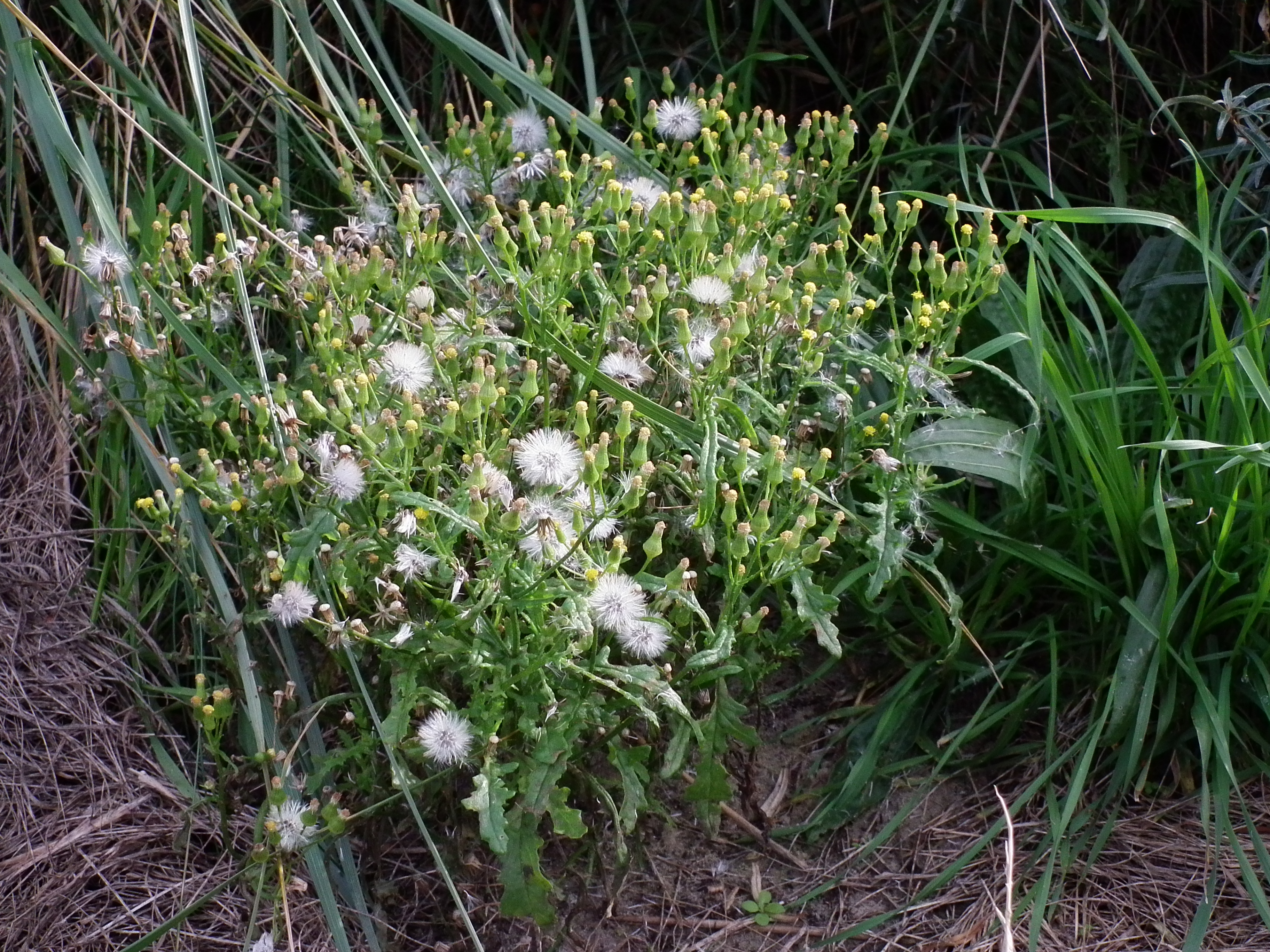
Wald-Greiskraut blühend und fruchtend

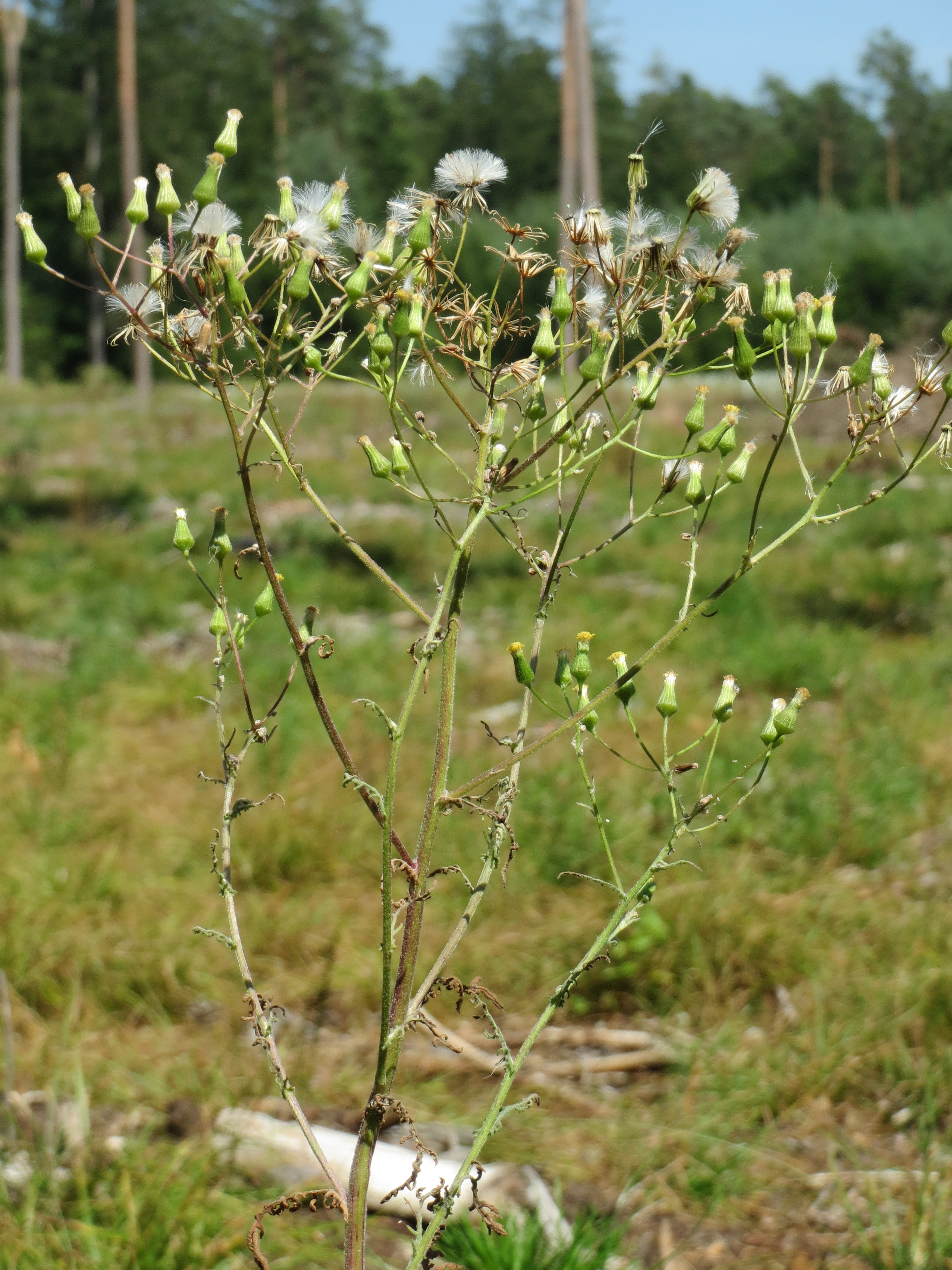
Wald-Greiskraut blühend und fruchtend

Die Chromosomenzahl beträgt 2n = 40.

## Vorkommen
Diese Art kommt in weiten Teilen Europas vor, in Deutschland ist sie zerstreut bis verbreitet zu finden. Ihr ursprüngliches Verbreitungsgebiet umfasst Madeira,  Portugal, Spanien, Frankreich, Großbritannien, Irland, Italien, Belgien, die Niederlande, Deutschland, Schweiz, Österreich, Tschechien, Polen, die Slowakei, Norwegen, Schweden, Finnland, das Baltikum, Ungarn, Serbien, Slowenien, die Balkanhalbinsel, Bulgarien, Rumänien, die Ukraine und die Türkei. In Belarus, Russland und Moldawien ist die Ursprünglichkeit fraglich.
In Nordamerika, Argentinien, Chile, in Neuseeland, auf Hawaii sowie auf den Azoren ist diese Art ein Neophyt.
Das Wald-Greiskraut besiedelt hauptsächlich Kahlschläge, aber auch lichte Laub- und Mischwälder sowie Waldränder und kommt in Tirol vor bis in Höhenlagen von 1800 Metern. Es ist eine Charakterart der Ordnung Atropetalia und kommt besonders in Gesellschaften der Verbände Epilobion angustifolii oder Atropion vor.
Die ökologischen Zeigerwerte nach Landolt et al. 2010 sind in der Schweiz: Feuchtezahl F = 3 (mäßig feucht), Lichtzahl L = 3 (halbschattig), Reaktionszahl R = 2 (sauer), Temperaturzahl T = 3+ (unter-montan und ober-kollin), Nährstoffzahl N = 4 (nährstoffreich), Kontinentalitätszahl K = 4 (subkontinental).

## Ökologie
Die Art ist ein Nitrifizierungszeiger und ein Humuszehrer.
Als Blütenbesucher wurden Fliegen und Grabwespen beobachtet.
Das Wald-Greiskraut wird von den Pilzen Erysibe cichoriacearum, Pirottaea gallica, Coleosporium senecionis und Puccinia ligericae befallen. Erzeuger von Zoocecidien sind Aphis mysosotides und Tephritis marginata.

## Inhaltsstoffe
Die Pflanze gilt als giftig.